# Krenglbach
Krenglbach est une commune autrichienne du district de Wels-Land en Haute-Autriche.